# Indústria Brasileira de Formulários
Indústria Brasileira de Formulários (também conhecida pela sigla IBF) foi uma empresa brasileira do setor gráfico, comandada pelo empresário Hamilton Lucas de Oliveira. A empresa declarou falência em março de 2000.
A IBF se tornou conhecida nos anos 1990 por patrocinar a equipe do São Paulo, o piloto Christian Fittipaldi e pelas tentativas de compra de emissoras de TV como a Rede Manchete e a TV Jovem Pan, além do envolvimento de seu dono com o esquema PC Farias.

## História
A IBF era uma indústria gráfica que produzia formulários, folhas matriciais e produtos gráficos em geral, era conhecida principalmente por imprimir ingressos, passagens de avião, bilhetes de loteria e outros formulários.[carece de fontes?]
Em 1990, a empresa comprou o Diário Comércio e Indústria, publicadora responsável pelos jornais DCI e Shopping News e pela revista semanal Visão. O DCI pertenceu a Hamilton Lucas de Oliveira até o ano de 2002, quando foi vendido para as Organizações Sol Panamby, de Orestes Quércia.

### Caso TV Jovem Pan
Em 1991, Hamilton faz seu primeiro investimento em uma emissora de televisão ao comprar 40% das ações da TV Jovem Pan, tal fato foi questionado pela imprensa na época, tendo o Jornal do Brasil questionado em uma matéria “Por que, afinal, um grupo sem nenhuma experiência com empresas jornalísticas estaria entrando nesse ramo de negócio num momento econômico difícil?”.
Os planos de Hamilton eram de declarar a falência da emissora para que seu valor de mercado despencasse e assim, pudesse comprar as ações dos demais sócios e ter poder maior ou total sobre a programação do canal.
Em 1993, com as investigações do escândalo PC Farias e a descoberta de um cheque de 300 mil dólares para a empresa de Hamilton Lucas, resultando na abertura de uma Comissão Parlamentar de Inquérito para investigar possíveis fraudes na emissora. A CPI concluiu que houve prática de sonegação fiscal, dívidas previdenciárias e enriquecimento ilícito da parte de Hamilton Lucas e Tuta.

### Compra da Rede Manchete
A IBF também fechou um acordo com a Bloch Editores em 1992 para administrar a Rede Manchete de Televisão. Na época, o grupo Bloch sofria uma grave crise financeira.
Durante sua administração, a IBF transferiu a sede da emissora para São Paulo, além de ter problemas por não cumprir com obrigações trabalhistas, atrasar salários dos funcionários e descumprir cláusulas contratuais. Em abril de 1993 por determinação da justiça, a Bloch Editores retomou o comando da emissora.
Nos anos seguintes, o empresário travou uma disputa judicial contra os donos da Manchete para tentar retomar o controle do canal, tendo causado problemas para a Bloch Editores quando esta buscava um comprador para a emissora em 1998. Em dezembro deste mesmo ano, a Justiça do Rio de Janeiro determinou que a Manchete pertencia aos Bloch e condenou Hamilton Lucas ao pagamento de 6,5 milhões de reais como indenização por danos morais a eles.
Em abril de 1999, Hamilton consegue uma nova liminar na justiça para impedir a venda da emissora para o grupo TeleTV. Esta liminar foi derrubada por um juiz em 6 de maio do mesmo ano, permitindo que a emissora fosse finalmente vendida para Amilcare Dallevo Jr. e Marcelo de Carvalho.
Em julho do mesmo ano, a Bloch Editores pede concordata preventiva e declara em seu pedido além de motivos econômicos, que "o descumprimento de obrigações contratuais pelo grupo Hamilton Lucas de Oliveira" teria colaborado para a ruína financeira da empresa.

### Condenação por sonegação fiscal
Em 1999, Hamilton Lucas de Oliveira foi condenado a quatro anos e dois meses de prisão, além do pagamento de 240 salários mínimos por sonegação fiscal e não pagamento de contribuições previdenciárias dos funcionários da IBF entre os meses de março e outubro de 1992. Em abril de 2002, a 8ª Turma do Tribunal Regional Federal reduziu sua pena para três anos de prisão e o pagamento de 180 salários mínimos.
Após diversos recursos e processos nos anos seguintes, em fevereiro de 2016, o ministro do Supremo Tribunal Federal, Teori Zavascki decidiu manter uma pena de quatro anos e seis meses em regime semiaberto contra o empresário pela apropriação indébita de recursos previdenciários.